# Brownie (câmera)

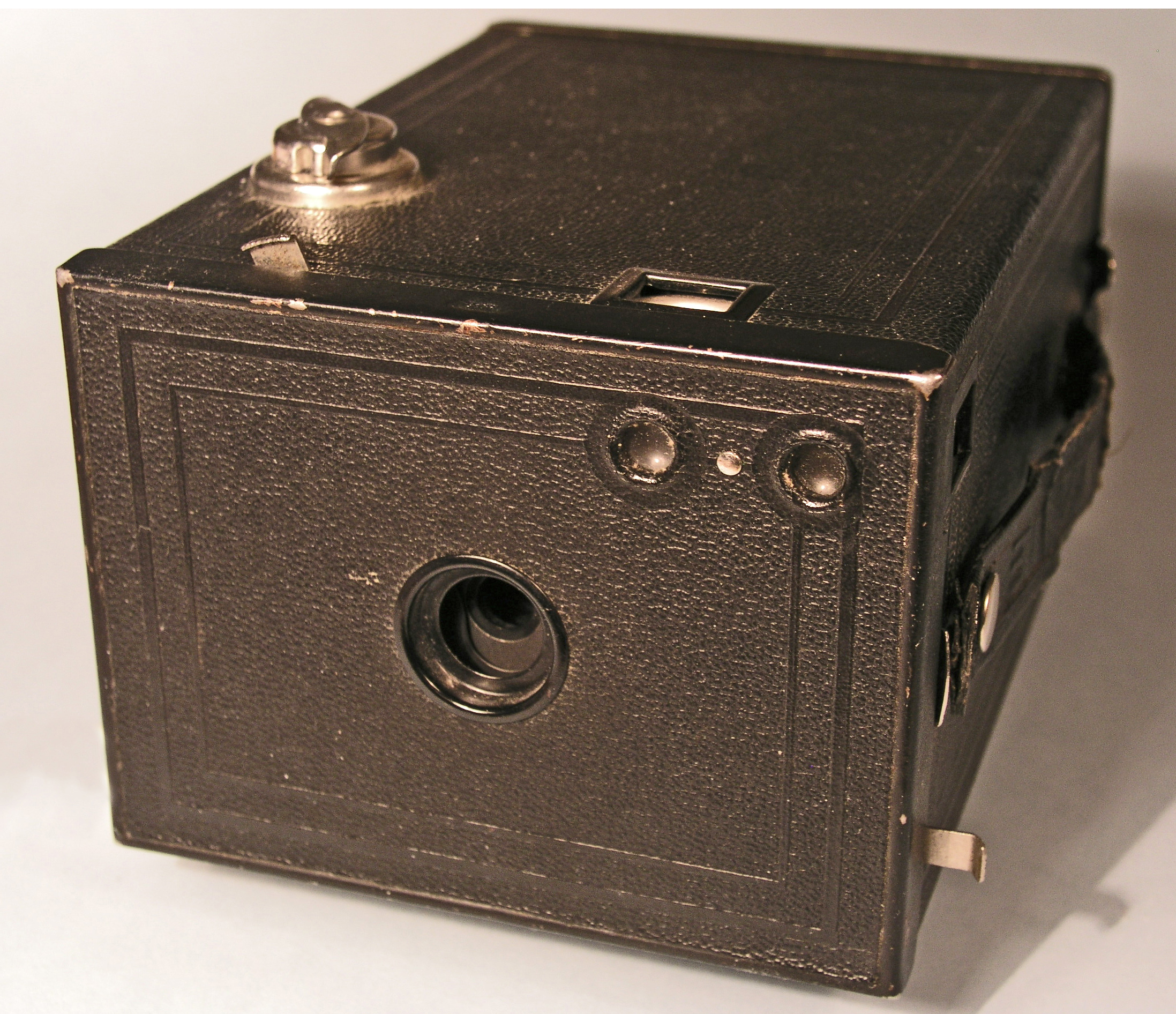
A Brownie número 2

As câmeras Brownie foram uma série de câmeras de baixo custo produzidas pela Eastman Kodak, dirigidas a amadores. As Brownies democratizaram a prática da fotografia, permitindo que qualquer pessoa tomasse suas próprias imagens. Segundo o slogan: "Você aperta o botão, nós fazemos o resto".
A primeira Brownie, lançada em 1900, consistia em uma pequena caixa de papelão, com uma lente menisco simples, que usava filme de rolo 120, e custava apenas 2 dólares a feita de papelão, 2,75 dolares a feita de alumínio e 2,50 dolares o modelo colorido. Mais tarde foram introduzidos novos modelos, de bakelite, com flash, com lentes melhoradas.

## Era do instantâneo
Portátil e simples, a Brownie produziu uma revolução no campo da fotografia permitindo boas fotos até mesmo por crianças, sem precisar ajustar o foco ou cronometrar. A Kodak usou o nome de um duende para denominar a câmera e usou a imagem do mito para enfatizar o pequeno tamanho e as qualidades da máquina.